# Califòrnia Kids
Els Califòrnia Kids van ser una colla castellera de l‘estat de Califòrnia, Estats Units creada el novembre del 2004 i actualment dissolta. La seva camisa era de color vermell ataronjat i van descarregar el pilar de 4 i el 4 de 5. La colla va ser creada per l'Associació de Catalans de la Universitat de Califòrnia (CATUCI) i feia actuacions organitzades conjuntament amb el Casal de catalans de Califòrnia, a Los Angeles.